# Andreas Hillgruber
Andreas Fritz Hillgruber (Węgorzewo, 18 de janeiro de 1925 — Colônia, 8 de maio de 1989) foi um historiador conservador alemão. Hillgruber foi influente como um militar e historiador diplomático. Desempenhou um papel de liderança na Historikerstreit da década de 1980, ou seja, a controvérsia política e intelectual na Alemanha Ocidental sobre qual seria a melhor forma de lembrar da Alemanha Nazista e do Holocausto.
Em seu livro Zweierlei Untergang, ele escreveu que os alemães deveriam se "identificar" com batalha da Wehrmacht na Frente Oriental e afirmou que não houve diferença moral entre as políticas dos Aliados em relação à Alemanha em 1944-45 e o genocídio travado contra os judeus. O historiador britânico Richard J. Evans escreveu que Hillgruber foi um grande historiador cuja uma vez brilhante reputação estava em ruínas, como resultado da Historikerstreit.